# 질산 칼륨
질산 칼륨(Potassium nitrate)은 화학식이 KNO3인 무기 화합물로, 칼륨이온 K+과 질산염이온 NO3-으로 만들어진 염이다. 초석(硝石)이라고도 한다.
흡입 및 피부 접촉 시 유해하며 눈에 접촉 시 다량의 붕산과 물로 씻어야 한다.

## 이용
질산 칼륨은 치약 및 화약을 만드는데 쓰인다. 질산 칼륨과 설탕, 그리고 베이킹 소다(탄산수소 나트륨)를 섞어 불을 붙이면 연기가 난다. 이는 '스모크 밤(Smoke bomb)'으로 이용된다.

## 같이 보기
- 화약의 역사
- 초석
- 나이트로셀룰로스
- 과염소산 칼륨